# Adalbert Geheeb
Adalbert Geheeb (n. 21 martie 1842, Geisa, Turingia, Germania – d. 13 septembrie 1909, Ehemaliges Kloster Königsfelden⁠(d), cantonul Aargau, Elveția) a fost un botanist german specializat în mușchi. Fiul unui farmacist, el a studiat istoria naturală ca amator, și a publicat extensiv.
În 1864-65, el a studiat farmacia în Jena. Până în 1892, el a servit ca farmacist în orașul său natal Geisa, apoi a lucrat ca un savant privat în Freiburg im Breisgau. El a fost membru corespondent al Royal Botanic Society din Londra și co-fondator al Rhön Club în Gersfeld.
În anul 1909, ierbarul lui cuprindea 50.000 de articole reprezentând 1300 de specii. El a fost autorul a peste 50 de lucrări științifice despre mușchi. Genul Geheebia este numit după el, așa cum sunt specii cu epitetul de geheebii, un exemplu fiind Brachythecium geheebii.

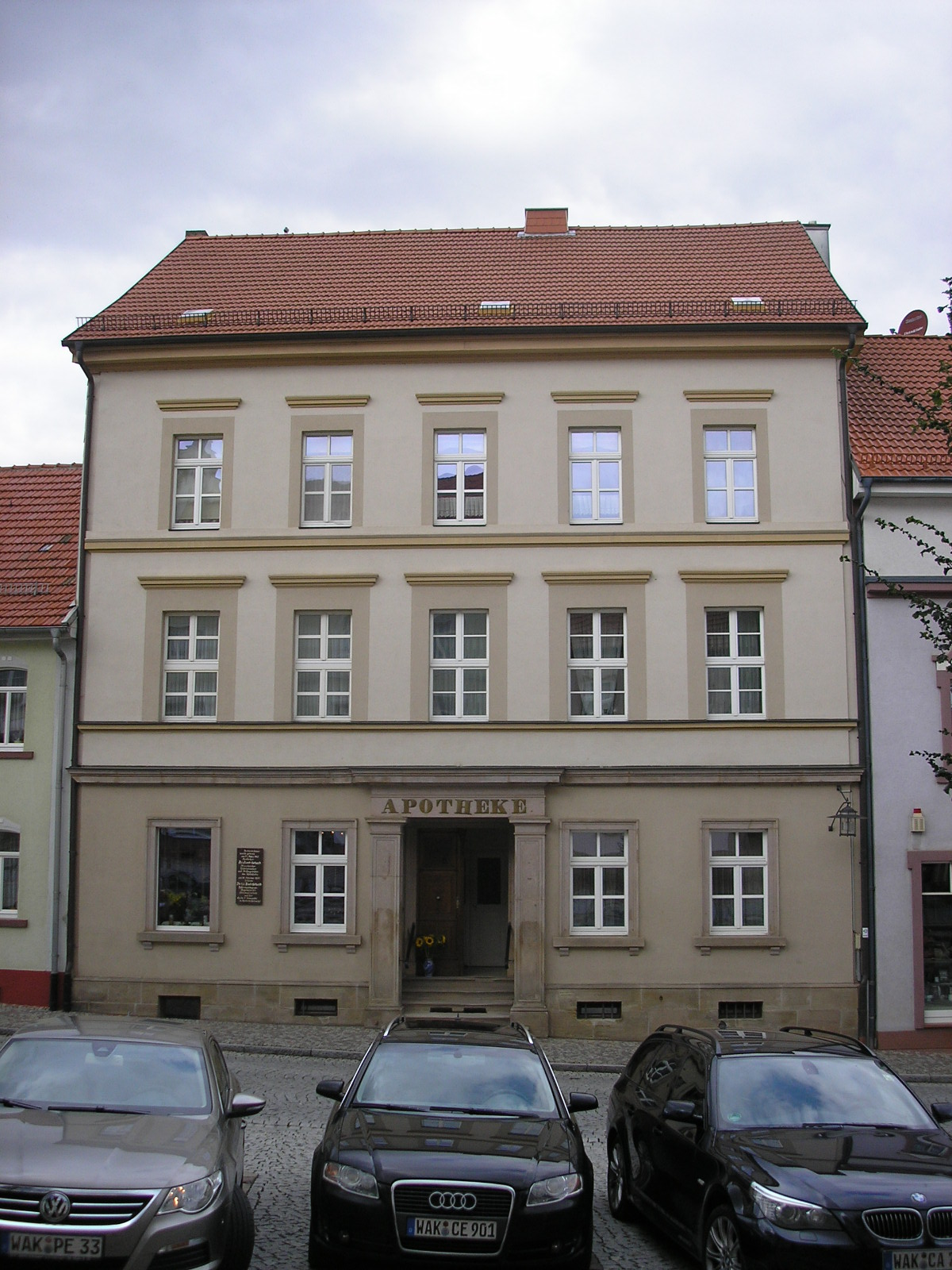
Farmacia Geheeb din Geisa

## Lucrările selectate
- Die Laubmoose des Cantons Aargau. Mit besonderer Berücksichtigung der geognostischen Verhältnisse und der Phanerogamen-flora, 1864 – Mușchi din Cantonul Aargau.
- Neue Beitrage zur Moosflora von Neu-Guineea, 1889 – Noi contribuții implicând mușchi de Noua Guinee.
- Weitere Beiträge zur Moosflora von Neu-Guineea, 1898 – Mai multe contribuții implicând mușchi din Noua Guinee.
- Bryologia atlantica : mor Laubmoose der atlantischen Inseln (unter Ausschluss der europäischen und arktischen Gebiete), 1910 – "Bryologia atlantica", mușchi din insule ale Atlanticului.[5]